# Иоаким II
Патриа́рх Иоаки́м II (греч. Πατριάρχης Ἰωακεὶμ Β´, в миру Иоанн Коккодис или Курсулудис, греч. Ιωάννης Κοκκώδης Κουρσουλούδης) — патриарх Константинопольский (на престоле дважды: 1860—1863 и 1873—1878 годы).

## Биография
Родился около 1802 года в деревне Каллимасиа на острове Хиос (Καλλιμασιά Χίου); доводился дядей по матери будущему патриарху Иоакиму IV (1884—1886).
В декабре 1827 года был хиротонисан во епископа Дриинопольского, в июле 1835 года перемещён на Яннинскую кафедру, в августе 1838 года удалён на Афон, спустя 2 года снова получил Яннинскую кафедру, в апреле 1845 года перемещён на Кизикскую митрополию.
4 октября 1860 года избран на патриарший престол, наследовав патриарху Кириллу VII. Созванный им Собор 24 февраля 1861 года лишил сана и приговорил к ссылке главных зачинщиков болгарского движения: митрополитов Макариопольского Илариона, Велесского Авксентия и Пловдивского Паисия.
Был первым Константинопольским патриархом, избранным пожизненно по положениям Общих уставов (греч. Γενικοὶ Κανονισμοί) (будучи геронтом, первоначально противился их претворению в жизнь, но был принуждён Синодом и Портой к их исполнению в начале 1862 года); однако, 18 августа 1863 года был вынужден отречься от престола ввиду недовольства им со стороны членов Синода.
Избран вторично 23 ноября 1873 года и занимал престол до самой смерти 5 августа 1878 года. Был похоронен в монастыре в Валукли.